# 虎臣
虎臣，明朝官员，鳳翔府麟游县人。
成化年間，被推薦为贡生入太学。上奏说天下士大夫路過先聖廟应该下车下馬，被成化帝采纳。1485年（成化二十一年）虎臣回乡探亲，遇到陝西飢饉。陝西巡撫鄭時请求振恤，虎臣持奏文上京。虎臣将飢餓欠乏状況陈述，言辞激烈，獲得很多振貸物資。上言：「臣家乡里连年遭受飢饉，出现人吃人惨状，原因是長吏貪婪残酷，税賦徭役不能公平。请命役人審查民户，分三等确定科税徭役」，皇帝采纳。1487年（成化二十三年），弘治帝即位，要在北京万岁山建棕棚，登高远眺。虎臣上疏反对，劝谏弘治帝。国子祭酒費誾害怕禍及自身，将虎臣用鉄鎖鎖于堂樹之下。官校命令虎臣到左順門，告诉他弘治帝采纳虎臣之言，棕棚已经放弃。費誾很惭愧，虎臣之名聞于都下。虎臣被任命为七品官，出任楚雄府𥔲嘉知县。他在官任上去世，一说他不可接受賄賂，被土官毒殺。